# Adrián Martín Lucas
Adrián Martín Lucas   (València, 9 de juliol de 1992) és un pilot de motociclisme valencià que competeix internacionalment des de la temporada de 2008.

## Trajectòria esportiva
Debutà al Mundial de motociclisme el 2008 en categoria 125cc, dins l'equip d'Aprilia Aspar Team Bancaixa, al Circuit de Misano. Aquell any disputà cinc curses en substitució de Pere Tutusaus, aconseguint sumar un punt. Durant el mateix any participà en el Campionat d'Espanya, aconseguint-hi dos podis i un cinquè lloc. El 2009, acabà onzè a la general en aquest campionat.
El 2010 competí amb l'Aprilia de l'equip Aeroport de Castelló - Ajo, perdent-se el Gran Premi d'Itàlia a causa d'una lesió. Al final de la temporada arreplegà un total de 35 punts que el situaren en el quinzè lloc final, havent estat el seu millor resultat un novè lloc al Gran Premi del Japó.
El 2011 tornà a canvià a l'equip Bankia d'Aspar, tenint-hi per companys als també valencians Nicolás Terol i Héctor Faubel.

## Resultats al Mundial de motociclisme[1]
| Any   | Categoria | Moto      | Curses | Victòries | Podi | Pole | Fast lap | Punts | Posició |
| ----- | --------- | --------- | ------ | --------- | ---- | ---- | -------- | ----- | ------- |
| 2008  | 125cc     | Aprilia   | 5      | 0         | 0    | 0    | 0        | 1     | 33è     |
| 2010  | 125cc     | Aprilia   | 16     | 0         | 0    | 0    | 0        | 35    | 15è     |
| 2011  | 125cc     | Aprilia   | 17     | 0         | 0    | 0    | 1        | 45    | 13è     |
| 2012  | Moto3     | Honda     | 16     | 0         | 0    | 0    | 0        | 16    | 24è     |
| 2012  | Moto3     | FTR Honda | 16     | 0         | 0    | 0    | 0        | 16    | 24è     |
| Total |           |           | 54     | 0         | 0    | 0    | 1        | 97    |         |